# Trouble mental organique
 Mise en garde médicale
Un trouble mental organique, également connu sous le terme de syndrome cérébral organique ou syndrome cérébral organique chronique, est une forme de diminution des fonctions mentales des suites d'une maladie physique ou médicale, plutôt que psychiatrique. Il diffère de la démence. Bien que des anomalies comportementales et mentales liées à ce dysfonctionnement puissent être permanentes, traiter ce trouble dès ses premiers symptômes permettent de les limiter. Une cause organique cérébrale peut être diagnostiquée lorsqu'aucune indication de cause psychiatrique ou « inorganique » ne peut être clairement définie, comme un trouble de l'humeur.
La quatrième version du Manuel diagnostique et statistique des troubles mentaux (DSM-IV-TR) divise les diagnostics de ce trouble en trois catégories : délire, démence, et amnésie. Le syndrome cérébral chronique peut se diviser en deux principaux sous-groupes : aigu (délire et état aigu de confusion) et chronique (démence). Une troisième entité, l'encéphalopathie, dénote un état entre le délire et la démence. Des dommages cérébraux ne sont pas seulement provoqués par des lésions organiques (physiques) — comme des accidents vasculaires cérébraux, des expositions à des matières toxiques ou chimiques, maladies cérébrales organiques, abus de substances, etc. — mais également par des lésions non-organiques (venant de l'entourage) comme des abus, négligences, et traumatisme psychologique sévères.

## Symptômes
Les symptômes dépendent des causes du trouble mental organique. La confusion, des pertes de mémoire, des délires, une démence, et autres anomalies affectant le jugement sont les principaux symptômes du trouble mental organique.

## Pronostic
Certains troubles sont à court-terme et peuvent être traités, mais d'autres sont à long terme et peuvent empirer au fur et à mesure du temps.